# Partia Socjaldemokratyczna (Estonia)
Partia Socjaldemokratyczna (est. Sotsiaaldemokraatlik Erakond, SDE) – estońska partia polityczna o orientacji socjaldemokratycznej założona 8 września 1990 roku. W 2004 roku w pierwszych w historii wyborach do Parlamentu Europejskiego partia zdobyła 36,8% głosów. Wynik ten dał jej 3 mandaty. Ostatnie wybory parlamentarne w 2019 roku przyniosły tej partii 55 349 głosów (9,8%). Wynik dał partii 10 mandatów w 101 osobowym zgromadzeniu państwowym – Riigikogu.

## Historia[3]
Utworzenie partii datuje się na rok 1990. W wyborach parlamentarnych w 1992 r. Socjaldemokraci uczestniczyli w koalicji z Estońską Partią Centrum Ziemi; Sojusz zdobył 9,73% głosów, a tym samym 12 miejsc w Riigikogu i uczestniczył w rządzie Mart Laar od 1992 do września 1994 roku. W wyborach parlamentarnych w 1995 r. Moderaci otrzymali jedynie 5,99% głosów, co przełożyło się na 6 mandatów i pozostali w opozycji.
W 1996 r. nastąpiło Połączenie Partii Socjaldemokratycznej i Estońskiej Partii Centrum Ziemi z Mõõdukad (Moderaci).
Pod nazwą Partia Ludowa – Moderaci koalicja wzięła udział również do wyborów parlamentarnych w 2003 r., W których zdobyła 7,04% głosów, a zatem tylko sześć miejsc w Riigikogu. W 2004 r. Zmieniono nazwę partii na Sotsiaaldemokraatlik Erakond.
W wyborach parlamentarnych w 2007 r. Socjaldemokraci zwiększyli swoje poparcie do 10,61% i uzyskali 10 miejsc w Riigikogu i uczestniczyli w koalicji rządowej do 2009 roku.
W wyborach parlamentarnych w 2011 r. partia zdobyła 17,1% głosów, co przełożyło się na 19 miejsc. W marcu 2014 r. nastąpiło utworzenie koalicji między liberalną Partią Reform i SDE. Socjaldemokraci wyznaczyli sześciu ministrów w tym przejściowym rządzie, który będzie działał do następnych regularnych wyborów.
W wyborach parlamentarnych w 2015 r. SDE przystąpiło do koalicji z chadecką Isamaa i Liberalną Keskerakond.
W wyborach parlamentarnych w 2019 r. SDE zdobyło 10 miejsc w Riigikogu.

## Poparcie

### Wybory parlamentarne
| Rok  | Głosy  | Głosy | Głosy | Miejsca w Parlamencie | Miejsca w Parlamencie | Miejsce | Rząd            | Uwagi         |
| Rok  | liczba | %     | ± pp. | liczba                | ±                     | Miejsce | Rząd            | Uwagi         |
| ---- | ------ | ----- | ----- | --------------------- | --------------------- | ------- | --------------- | ------------- |
| 1992 | 44 577 | 9,7   |       | 12/101                | 12                    | 4.      | TAK             | Jako Moderaci |
| 1995 | 32 381 | 6,0   | 3,7   | 6/101                 | 6                     | 5.      | NIE             | Jako Moderaci |
| 1999 | 73 630 | 15,2  | 9,2   | 17/101                | 11                    | 4.      | TAK (1999–2002) | Jako Moderaci |
| 1999 | 73 630 | 15,2  | 9,2   | 17/101                | 11                    | 4.      | NIE (2002–2003) | Jako Moderaci |
| 2003 | 34 837 | 7,0   | 8,2   | 6/101                 | 11                    | 6.      | NIE             | Jako Moderaci |
| 2007 | 58 363 | 10,6  | 3,6   | 10/101                | 4                     | 4.      | TAK (2007–2009) |               |
| 2007 | 58 363 | 10,6  | 3,6   | 10/101                | 4                     | 4.      | NIE (2009–2011) |               |
| 2011 | 98 307 | 17,1  | 6,5   | 19/101                | 9                     | 4.      | NIE (2011–2014) |               |
| 2011 | 98 307 | 17,1  | 6,5   | 19/101                | 9                     | 4.      | TAK (2014–2015) |               |
| 2015 | 87 168 | 15,2  | 1,9   | 15/101                | 4                     | 3.      | TAK             |               |
| 2019 | 55 349 | 9,8   | 5,4   | 10/101                | 5                     | 5.      | NIE (2019-2022) |               |
| 2019 | 55 349 | 9,8   | 5,4   | 10/101                | 5                     | 5.      | TAK (od 2022)   |               |
| 2023 | 56 584 | 9,3   | 0,5   | 9/101                 | 1                     | 5.      | TAK             |               |

### Wybory do Parlamentu Europejskiego
| Wybory | Głosy  | Głosy | Głosy | Miejsca w PE | Miejsca w PE | Miejsce |
| Wybory | liczba | %     | ± pp. | #            | ±            | Miejsce |
| ------ | ------ | ----- | ----- | ------------ | ------------ | ------- |
| 2004   | 85 433 | 36,8  |       | 3/6          | 3            | 1.      |
| 2009   | 34 508 | 8,7   | 28,3  | 1/6          | 2            | 5.      |
| 2014   | 44 550 | 13,6  | 4,9   | 1/6          | 0            | 4.      |
| 2019   | 77 375 | 23,3  | 9,7   | 2/7          | 1            | 2.      |

## Liderzy
- Marju Lauristin (1990–1995)
- Eiki Nestor (1995–1996)
- Andres Tarand (1996–2001)
- Toomas Hendrik Ilves (2001–2002)
- Ivari Padar (2002–2009)
- Jüri Pihl (2009–2010)
- Sven Mikser (2010–2015)
- Jevgeni Ossinovski (2015-2019)
- Indrek Saar (2019-2022)
- Lauri Läänemets (od 2022)